# Хайди (опоссум)
Ха́йди (нем. Heidi) — косоглазая самка виргинского опоссума, жившая в Лейпцигском зоопарке в Германии. В декабре 2010 года косоглазый опоссум получил международную известность после того, как его фотография была напечатана в газете «Bild». В честь Хайди была написана песня, ставшая популярной на YouTube, и создана линейка мягких игрушек.
В июле 2011 года в зоопарке была открыта выставка тропических животных, где Хайди была выставлена наряду с другими опоссумами — её сестрой Наирой и самцом по кличке Тедди. Как говорилось в прессе, Хайди является одним из немногих обитателей зоопарков, получивших мировую известность за последние несколько лет. Её предшественниками из зоопарков Германии были медведи Кнут и Флокэ, а также осьминог Пауль.
28 сентября 2011 года Хайди была усыплена. Такое решение приняло руководство зоопарка по причине преклонного, для опоссумов, возраста.

## Биография
Хайди вместе со своей сестрой Наирой была брошена хозяевами в США и выращена приютом в Северной Каролине, откуда её перевезли в Германию. Прибыла в Лейпциг она не в лучшей форме — растолстевшей и окосевшей, предположительно вследствие неправильного кормления бывшими хозяевами.
Косоглазие, ставшее причиной её известности, по утверждению специалистов не мешало Хайди в жизни, поскольку опоссумы — животные ночные и ориентируются за счёт обоняния.

## Популярность
В декабре 2010 года немецкая газета «Bild» опубликовала фотографии различных животных, которые должны были быть выставлены в рамках грядущей выставки фауны Гондваны. Фотографии косоглазого виргинского опоссума быстро приобрели известность. Хотя зоопарк изначально не планировал использовать популярность животного в маркетинговых целях, слава Хайди определила популярность соответствующей странички в социальной сети Facebook и сделала хитом песню нем. Stefan Langner и нем. Gitta Lüdicke. Песня под названием Opossum Heidi Schielt (Косая опоссум Хайди) исполняется группой нем. OposSUM und die Beutelrattenthree. Песня, исполняемая девичьим трио, включает слова «Хайди так мила. Как хорошо, что она есть. Я влюбилась в неё с первого взгляда».
Несмотря на неожиданную популярность опоссума, Лейпцигский зоопарк не планировал вносить изменений в выставку. Пресс-секретарь Лейпцигского зоопарка заявила в начале января: «Мы осознаём тот факт, что Хайди получила большую популярность и что люди хотят видеть её, но мы не планируем менять направление выставки — она лишь один из многих зверей».

## Смерть
Хайди была усыплена 28 сентября 2011 года в возрасте трёх лет и четырёх месяцев, тогда как обычная продолжительность жизни опоссумов составляет два года. Решение было принято руководством Лейпцигского зоопарка после того, как Хайди несколько недель страдала остеопорозом и другими связанными со старостью заболеваниями.